# Sainghin-en-Weppes
Sainghin-en-Weppes – miejscowość i gmina we Francji, w regionie Hauts-de-France, w departamencie Nord.
Według danych na rok 1990 gminę zamieszkiwało 5119 osób, a gęstość zaludnienia wynosiła 664 osób/km² (wśród 1549 gmin regionu Nord-Pas-de-Calais Sainghin-en-Weppes plasuje się na 175. miejscu pod względem liczby ludności, natomiast pod względem powierzchni na miejscu 467.).